# Marcus Bent
Marcus Nathan Bent (Londra, 19 maggio 1978) è un ex calciatore inglese, di ruolo attaccante.
Ha avuto una relazione con la modella inglese Danielle Lloyd.